# 上海风光
《上海风光》（英語：The Shanghai Gesture）是一部於1941年上映的美国黑色电影，該影片由约瑟夫·冯·斯腾伯格执导，珍·泰妮、沃尔特·休斯顿、维克多·迈彻和奥娜·芒森等人主演。該影片根据约翰·科尔顿創作的同名百老匯劇院戲劇改编。該影片講述的是一位在中國的外國人故事。
伯里斯·列文因為該影片获得奥斯卡最佳艺术指导奖提名，而理查德·哈格曼获得了奥斯卡最佳原创音乐奖提名。